# Metalna konstrukcija
Metalna konstrukcija, u građevinarstvu, je nosivi sustav građevine pretežno sastavljene od metalnih elemenata. Ta se konstrukcija primjenjuju u gotovo svim područjima građevinarstva: zgradarstvu (hale, hangari, garaže, neboderi, tornjevi, krovišta, nadstrešnice, dimnjaci, skele), mostogradnji (željeznički, cestovni, pješački, cjevovodni mostovi) i hidrogradnji (zapornice, splavnice, cjevovodi pod tlakom, kesoni), te za transportna postrojenja (dizalice, žičare, kranske staze), spremišta (rezervoari, silosi, bunkeri), rudarska i metalurška postrojenja (bušaći i izvlačni tornjevi, visoke peći, podgrade), stupove različite namjene (rasvjetni, dalekovodni, antenski, radijski i televizijski, radarski) i drugo.
Pogodnost primjene metala za nosive konstrukcije zasniva se na njihovoj velikoj čvrstoći, elastičnosti i plastičnosti. Među metalima, zbog jeftinih valjanih proizvoda, uveliko prevladava čelik, dok se mnogo lakše, aluminijske slitine primjenjuju kada vlastita težina nosive konstrukcije ima presudno značenje. Metalne konstrukcije izrađuju se od osnovnih elemenata: nosača, štapova, lamela, limova, cijevi i specijalnih profila. Ti se proizvodi spajaju u radionicama i tvornicama u takozvane montažne elemente, što se danas provodi zavarivanjem, a nekoć se provodilo zakivanjem. Sklapanje tako dobivenih montažnih elemenata u cjelovitu konstrukciju obično se provodi na gradilištu, najčešće vijčanim vezama, a ponekad i tarnim spojevima s pomoću visokovrijednih prednapregnutih vijaka. Pojedini proizvođači razvili su konstrukcijske sustave (na primjer Mero sustav) koji se sastoje od tipskih, u tvornici izrađenih nosivih i spojnih elemenata, koji se na gradilištu jednostavno montiraju u konstrukcije najraznovrsnijih oblika. Metalne konstrukcije obično se izvode kao ravninske ili prostorne rešetke, grede i okvirni nosači; specijalne sustave čine viseće, spregnute (beton i čelik) i prednapregnute konstrukcije. 
Prednost je metalnih konstrukcija tvornička izradba razmjerno lakih elemenata, koji se mogu prevesti i do udaljenijih gradilišta, kao i mogućnost brze montaže na gradilištu, čak i pri lošim vremenskim prilikama. Slaba je strana čeličnih konstrukcija njihova podložnost koroziji, što zahtijeva odgovarajuću zaštitu, dok su sve metalne konstrukcije u osnovi slabo otporne na požar, te ih, ovisno o takozvanom požarnom opterećenju, valja dodatno zaštititi. Kao i za sve nosive konstrukcije, osnovni je zahtjev i za metalne konstrukcije njihova dostatna sigurnost protiv otkazivanja nosivosti, a koja se određuje tehničkim propisima o projektiranju i izvedbi konstrukcija, te o uvjetima održavanja i korištenja zgrade. Za metalne nosive konstrukcije primjenjuju se međunarodni propisi Eurocode (posebno HRN EN 1090).
Značajniju ulogu u građevinarstvu i arhitekturi metalne konstrukcije počele su dobivati tek nakon industrijske revolucije. Prve su im primjene bile za mostove (prvi most od lijevanoga željeza Coalbrookdale, projekt kovača Abrahama Darbyja i arhitekta Thomasa Pritcharda, 1777.), dok su mogućnosti natkrivanja velikih raspona demonstrirane građevinama kao što su Kristalna palača arhitekta J. Paxtona, izgrađena u Londonu 1851., te Eiffelov toranj i paviljon Galerie des Machines, izgrađeni za svjetsku izložbu 1889. u Parizu. Metalne su konstrukcije postale početkom 20. stoljeća nezaobilazan konstrukcijski sustav pri izgradnji vrlo visokih zgrada, a danas, u djelima arhitekata pripadnika stilova neoproduktivizma i hightecha, postaju i značajan oblikovni element.

## Vrste materijala za metalne konstrukcije
Čelik je osnovni materijal za metalne konstrukcije. Valjani proizvodi (limovi, štapovi, profilirani nosači) osnovni su materijali za čelične konstrukcije. Suvremena je težnja sve veća primjena limova zbog lakšeg spajanja zavarivanjem. Limovi se valjaju u debljinama do 40 milimetara (mogu i do 300 mm), u velikim pločama širine do 4 i 6 metara, a duljine 10 do 15 metara. Za posebne potrebe upotrebljava se čelični lijev, kovani čelik i sivi lijev. Valjaonički su proizvodi uglavnom od niskougljičnog čelika koji mehanička svojstva dobiva određenim sadržajem ugljika i mangana.

### Konstrukcijski čelik
Konstrukcijski čelik je ugljični čelik (obični ili plemeniti) s udjelom ugljika manjem od 0,6% (maseni udio) ili legirani čelik (uglavnom s manganom, silicijem, kromom, niklom, volframom). Koriste se za izradu čeličnih konstrukcija, sastavnih dijelova strojeva, aparata i različitih uređaja. Razlikuju se obični (ugljični ili niskolegirani) čelici za opću masovnu upotrebu i plemeniti (rafinirani) ugljični ili legirani čelici za dijelove s većim zahtjevima (dijelovi strojeva itd.).
Konstrukcijski čelici se koriste kod izrade karakterističnih konstrukcijskih dijelova strojeva i uređaja. Najčešće služe za izradu vratila, osovina, zupčanika, nosača opruga, vijaka, poklopaca, ventila, kućišta itd. S obzirom na mehanička svojstva, konstrukcijski čelici moraju imati visoku granicu razvlačenja, dovoljnu plastičnu deformabilnost (radi izbjegavanja pojave krhkog loma), visoku granicu puzanja i čvrstoću pri povišenim temperaturama, te zadovoljavajuću žilavost i dinamičku izdržljivost. Pored toga, konstrukcijski čelici moraju biti otporni na trošenje i koroziju, te obradivi odvajanjem čestica (rezanje), zavarljivi, skloni hladnom oblikovanju (savijanje, štancanje, duboko vučenje) itd.

#### Zaostala naprezanja
Poslije valjanja svi proizvodi sadrže zaostala (vlastita) naprezanja zbog lokalnog zagrijavanja i neravnimjernog hlađenja. Ta je pojava najjače izražena u valjanim nosačima zbog neravnomjernog zagrijavanja i hlađenja rebara i pojaseva, jer se rebra brže hlade od pojaseva. Veći dio pojaseva je zategnut, a veći dio rebara pritisnut. Zavarivanje također unosi zaostala naprezanja. Značaj tih zaostalih naprezanja je dvostruk: s jedne strane zbog njih se pojavljuju deformacije konstrukcije, a s druge, utiču na nosivost i sigurnost konstrukcije (pojava krtog loma materijala). Deformacije se sprječavaju prethodnim deformacijama prije zavarivanja ili pogodnim redoslijedom zavarivanja, a u složenim slučajevima i planom zavarivanja. 

### Aluminijske legure za zavarene konstrukcije
Mehanička svojstva aluminijskih legura koje se upotrebljavaju za konstrukcije zavise od kemijskog sastava i tehnologije prerade (način oblikovanja i toplinske obrade). Te se legure uglavnom oblikuju gnječenjem, pri čemu se pritiskom daje oblik proizvodu. To može biti valjanje (toplo ili hladno) za dobivanje limova i traka, prešanje kroz matricu za proizvodnju šipki, profila i cijevi ili izvlačenje za dobivanje šipki i cijevi. Za povišenje čvrstoće aluminijskih legura služe dodaci kao bakar, magnezij, silicij, mangan i cink, a za povišenje kemijske otpornosti najučinkovitiji su magnezij i mangan. Postoje 3 vrste zavarljivih aluminijskih legura:
- legure koje se toplinski ne mogu ojačati,
- legure koje se toplinski mogu ojačati i
- legure koje se toplinski ojačavaju, ali svoja fizička svojstva mogu popraviti i pri okolnoj temperaturi taloženjem u čvrstom stanju.

Za spajanje zakovicama mogu se upotrijebiti sve tri vrste legura. Za spajanje zavarivanjem pogodne su samo druga i treća legura, a posebno treća jer toplinski otpuštena mjesta pored šava poslije izvjesnog vremena vraćaju svoju čvrstoću. 

## Spajanje konstrukcija
Spajanje igra značajnu ulogu u oblikovanju i ostvarenju metalnih konstrukcija. Valjani proizvodi koji se isporučuju u određenim mjerama skraćuju se ili se sastavljaju u radionicama, pa se spajaju sredstvima kojima je zadatak da spojeni dijelovi djeluju kao cjelina i da su u stanju da sigurno prenesu sile i naprezanja koja mogu nastati u pojedinim dijelovima. Sredstva za spajanje koja se primjenjuju u metalnim konstrukcijama su vijci, zakovice, zavari i visokonapregnuti vijci. 

### Zakovica
Zakovica je strojni dio koji se koristi kao nerastavljivi spoj. Na jednom kraju zakovice nalazi se glava (industrijska glava zakovice), a drugi kraj je klin cilindričnog oblika. Zakovica se umeće u prethodno izbušenu rupu, koja prolazi kroz obje plohe, na način da glava zakovice ostaje s jedne strane, a tijelo prolazi na drugu stranu. Zatim se primjenuje pritisak na tijelo zakovice koje se širi i tvori drugu glavu zakovice na suprotnoj plohi. Time se ostvaruje trajan spoj dviju ploha. Sam spoj zakovicama dobro podnosi naprezanja po osi okomitoj na os zakovice (smično naprezanje), dok su za naprezanja u smjeru osi tijela zakovice bolja rješenja vijci i matice.
Zakovične spojeve su istisnuli vijčani spojevi. Bušenje rupa i zakivanje iziskuje općenito veći utrošak rada. Zavareni dijelovi su jednostavnijeg oblika, laganiji su i nisu oslabljeni rupama. Samo se još ponekad uzima zakovični spoj, koji inače vrijedi kao bezuvjetno siguran spoj, naročito u gradnji s lakim metalima.

### Zavarivanje
Zavarivanje je danas najšire primijenjeno sredstvo spajanja metalnih konstrukcija, ono je u isto vrijeme i kvalitetno i učinkovito. U primjenu izrade čeličnih konstrukcija uvedeno je nakon 1920. Zavarivanje je spajanje dvaju ili više, istorodnih ili raznorodnih materijala, taljenjem ili pritiskom, s ili bez dodavanja dodatnog materijala, na način da se dobije homogeni zavareni spoj. Zavarivanje je u drukčije od lemljenja, a to je spajanje taljenjem legure s nižim talištem od materijala predmeta koji se spajaju. Različiti izvori energije se mogu koristiti za zavarivanje, kao što je mlaz vrućih plinova (plinski plamen ili mlaz plazme), električni luk, tok nabijenih čestica (mlaz elektrona ili iona u vakuumu), tokovi zračenja (laser), električna struja (elektrootporno zavarivanje), trenje, ultrazvuk i sl. Zavarivanje se može obavljati u radionici, na otvorenom prostoru, u vodi ili u svemiru. 
Sve do kraja 19. stoljeća, jedino je bilo poznato kovačko zavarivanje, s kojim su kovači stoljećima spajali željezo i čelik grijanjem i udaranjem čekića. Elektrolučno zavarivanje i plinsko zavarivanje kisikom su bili među prvim postupcima koji su se razvili u 20. stoljeću. Nakon toga su se razvili mnogi procesi, ali među najzastupljenijim je postalo ručno elektrolučno zavarivanje.

#### Zavarljivost
Zavarljivost je jedan ključni pojam u zavarivačkoj tehnologiji, a odnosi se kako na osnovni i dodatni materijal, tako i na zavarivani proizvod ili strukturu, parametre, režim i postupak zavarivanja. To je, zapravo, jedno vrlo složeno svojstvo i nije ga jednostavno točno odrediti. Zavarljivost je sposobnost materijala, da se pri određenim povoljnim uvjetima zavarivanja ostvari kontinuirani zavareni spoj, koji će svojstvima udovoljiti predviđenim uvjetima i vijeku primjene. Na zavarljivost metala utječu: kemijski sastav (poglavito udio legirnih elemenata i mogućih nečistoća), dimenzije dijelova koji se zavaruju, vrsta dodatnog materijala, priprema spoja za zavarivanje, i drugo.
Pojednostavljeno, može se uzeti da je zavarljivost svojstvo zavarivanog metala koje pokazuje da se određenim postupkom zavarivanja može ostvariti homogeni spoj, koji će udovoljiti predvidenim uvjetima i vijeku uporabe zavarenog proizvoda ili strukture. Nema opće zavarljivosti nekog metala. Ona se mora utvrditi za svaki pojedini postupak zavarivanja, dodatni materijal, vrstu spoja, predviđenu namjenu proizvoda ili strukture, odnosno za svaki slučaj zavarivanja posebice.
Homogenost se zavarenog spoja može narušiti, prije svega, pojavom pukotina, nemetalnih uključaka i poroznosti, pa se zavarljivost metala često ocjenjuje na temelju sklonosti pojavi pukotina. Zahtjevi za dobro zavarljive čelike su: zadovoljavajuća žilavost osnovnog metala;  kemijski sastav mora biti takav da nakon hlađenja ne dolazi do porasta krhkosti; što manje ugljika jer ugljik utječe na porast zakaljivosti, tvrdoće i krhkosti; samo čelici dobiveni u zatvorenim pećima (Siemens-Martinov postupak).

### Vijčani spoj
Vijčani spoj spada u rastavljive spojeve, a pored spajanja, koristi se za brtvljenje, zatezanje, regulaciju, mjerenje i prijenos gibanja. Osnovni elementi vijčanog spoja su vijak i matica, pri čemu vijak ima vanjski navoj, a matica odgovarajući unutarnji navoj. Matica može u vijčanom spoju biti samostalan dio, ili je zamjenjuje dio spajanog strojnog dijela, u kojemu onda treba izraditi unutarnji navoj. S obzirom na to da su vijak i matica najčešće korišteni strojni dijelovi na svim područjima tehnike, njihov oblik, veličina i materijal su standardizirani.

#### Visokonapregnuti vijci
Visokonapregnuti vijci su uvedeni najprije u SAD 1949., a dobivaju sve veći značaj u metalnim konstrukcijama. u spojevima s visokonapregnutim vijcima sile se prenose trenjem između dijelova u dodiru, preko velikog pritiska koji nastaje pritezanjem materijala velike zatezne čvrstoće od kojega su vijci izrađeni. Stanje površina koje se dodiruju važno je pri upotrebi toga sredstva za spajanje. Pravilnim izborom postupka može se postići koeficijent trenja oko 0,5, koji inače iznosi oko 0,3. Materijal koji se upotrebljava za visokonapregnute vijke ima zateznu čvrstoću od najmanje 900 N/mm2. Matica je od istog materijala kao i vijak, a podloške su toplinskim postupkom otvrdnute na čvrstoću koju ima materijal vijka. Vijci se pritežu do određenog zakretnog momenta s posebnim alatom koji se naziva moment ključ. 

## Konstrukcijski sustavi
Za osiguranje nosivih i drugih uloga metalnih konstrukcija ostvareni su vrlo različiti konstrukcijski sustavi. 

### Štap
Štap je prizmatičan element napregnut prvenstveno aksijalno (linearno) uzduž svoje duže osi. 

### Stup
Stup je slobodan okomiti potporanj u obliku valjka, koji prenosi teret nadgrađa na čvrstu podlogu. Stup je u obliku štapa, ali je obično puno složenije opterećen, osim uzduž osi i poprečnim silama, te napadnim momentima u jednoj ili obje ravnine. 

### Građevni nosač
Građevni nosač je nosivi sklop koji prenosi opterećenje preko jednog ili više raspona na potpore (ležaje). Može biti s prijepustima (konzolama) ili bez njih, odnosno linijski (greda, prečka okvira, luk, rešetka) ili plošni (ploča ili ljuska). S obzirom na građevni materijal može biti od betona, armiranog ili prednapregnutog betona, čelika ili drugih kovina, te od drva (drvene konstrukcije). Građevni nosač je punozidna ili rešetkasta konstrukcija u jednoj ravnini, oslonjena na svojim krajevima (na jednoj strani pomično, na drugoj nepomično). To je prosta ili jednostavna greda. Ako se produžava preko više polja, bez prekida na osloncima, naziva se kontinuirani nosač (ili greda). Gredni nosači su napregnuti transverzalnim (okomiti na gredu) silama i napadnim momentima u svojoj ravnini, rjeđe aksijalnim silama i silama izvan svoje ravnine. 

#### Greda
Greda je izdužena vodoravna ili kosa nosiva građevna konstrukcija za prenošenje vertikalnih opterećenja na ležaje. Ležaji mogu biti klizni, zglobni ili upeti. Prema broju ležaja razlikuju se greda s jednim ležajem (konzolna), s dva ležaja (prosto oslonjena, s prepustima), s više ležaja (kontinuirana). Opterećena je na savijanje, a prema vrsti može biti statički određena ili statički neodređena. Izrađuje se od drveta, čelika, armiranoga betona, rjeđe od kamena različita poprečnog presjeka. Može se izvoditi i kao kosa konstrukcija (stube), na elastičnoj podlozi, ojačana pločom, kao dio mosta, dio zgrade i drugo.

#### Konzola
Konzola (fran. console: potporanj, nosač; greda) je konstrukcijski element kojemu je jedan kraj ukliješten u zid ili u koji drugi dio konstrukcije, a drugi mu je kraj slobodan. Najčešće je u obliku armiranobetonske, čelične, drvene ili kamene grede ili ploče, a služi kao oslonac istaknutim dijelovima građevine (vijenci, balkoni i druge istake na zgradama), nosač raznovrsne opreme u industrijskim postrojenjima (na primjer cjevovodi) i slično. U nekim je povijesnim razdobljima niz ukrašenih konzola često imao samo dekorativnu ulogu.

#### Roštilj
Roštilj (mađ. rostély, prema njem. Rost) je rešetkasta oblika, a roštiljne konstrukcije u građevinarstvu su sastavljene od mreže kruto povezanih grednih nosača. Roštilj je sustav paralelnih nosača raspoređenih u dva, obično okomita pravca, spojenih vezama koje primaju okretne momente. Najčešće su pod pravim kutom. Roštilj je naprezan upravo na svoju srednju ravninu, to jest savijanjem. Svojstvo je roštilja suradnja više nosača u prijemu i nošenju naprezanja (vanjskog opterećenja). Primjenjuje se u mostovima i svuda tamo gdje se teški tereti primaju i dalje prenose, pa je zato korisna raspodjela na više dijelova. 

### Okvir ili rešetka
Okvir ili rešetka je građevni nosivi sklop sastavljen od jedne ili više greda (prečaka) te dvaju ili više stupova (potpornja), obično međusobno kruto spojenih. Često je nepokretno oslonjen, kada se, kao i kod lûka, pri vertikalnom opterećenju javljaju i horizontalne reaktivne sile. Takav okvir, ali s dodatnim zglobom, obično je u sredini raspona statički određen, a naziva se trozglobni okvir. S obzirom na materijal, okvir može biti od armiranog ili prednapetoga betona, čelika ili drugih kovina, ili od drva. Armiranobetonski okviri grade se kao punostjeni monolitni ili montažni, čelični od valjanih profila ili zavarivanjem limova, dok se oni drveni danas uglavnom izrađuju kao nosači od lijepljenoga (lameliranoga) drva.
Okvirne konstrukcije, sastavljene od više okvira povezanih u cjelinu, danas su čest konstruktivni sustav zgrada. Mogu biti ravninske ili prostorne, jednorasponske ili višerasponske, a po visini prizemne, jednokatne i višekatne. Prizemne jednorasponske okvirne konstrukcije najčešće se primjenjuju za športske dvorane, hangare i slično, a one višerasponske na primjer za prodajne i tvorničke hale. Zbog mogućnosti fleksibilna rasporeda prostora, višekatne su okvirne konstrukcije čest nosivi sklop javnih i poslovnih zgrada i nebodera.

### Građevne ploče
Građevne ploče su plošni konstrukcijski elementi namijenjeni prijenosu opterećenja koje djeluje okomito na njihovu ravninu. Ponajprije služe kao nosivi dijelovi međukatnih i krovnih konstrukcija zgrade, kao kolničke ploče mostova i slično. Ovisno o uvjetima podupiranja, opterećenje prenose u jednom ili u oba smjera, a predaju ga po rubovima na grede ili zidove, ili u pojedinim točkama na stupove. Po tlocrtnom obliku ploče su najčešće pravokutne, rjeđe i trokutne, kružne, prstenaste ili slobodnih oblika. Izrađuju se industrijski ili se grade na gradilištu. Obično su armiranobetonske ili čelične.

### Ljuska
Ljuska, u arhitekturi i građevinarstvu, je razmjerno tanka, nosiva plošna konstrukcija kojoj je središnja ploha jednostruko zakrivljena (cilindrične ljuske) ili dvostruko zakrivljena (kupole, sedlaste ljuske, na primjer oblika hiperboličnoga paraboloida). Najčešće je od armiranoga betona, rjeđe od drva ili čelika. Armiranobetonska ljuska izvodi se ugradnjom betona u oplatu na samom mjestu gradnje, ili nekim od načina građenja bez oplate, na primjer prskanjem betona preko guste armaturne mreže, ili slaganjem od predgotovljenih dijelova. Postoje i ljuske sastavljene od velikoga broja istovjetnih, industrijski proizvedenih elemenata, na primjer mrežasti svodovi ili geodezijske kupole od štapova (drvenih, metalnih, od plastike), odnosno panela. Zahvaljujući posebnom obliku ljuske, raspodjela je unutarnjih sila povoljna, što omogućuje njezinu malu debljinu (gdjekad samo nekoliko centimetara) i razmjerno velike raspone. Zbog toga ljuska obično služi kao krovna konstrukcija za natkrivanje koncertnih, izložbenih ili sportskih dvorana, tvorničkih hala, pristanišnih zgrada zračnih luka i drugo, a katkad i za posebne namjene, na primjer kao rashladni toranj termoelektrane, rezervoar, silos i drugo.

### Luk
Luk, u graditeljstvu, je gornji konstruktivni, najčešće polukružni završetak otvora u zidu ili između stupova, izveden obično tehnikom svođenja. Uz polukružni, razvili su se u različitim razdobljima i drugi oblici luka: šiljasti, potkovasti, trolisni, sedlasti, konveksni, ovalni i drugi. Svrha je luka da prihvati i prenese na obje strane teret zida iznad otvora. Kada se javlja u ritmičkim nizovima, luk ima i izrazito dekorativnu ulogu.

## Vanjske poveznice
- metalne konstrukcije Hrvatska tehnička enciklopedija, portal hrvatske tehničke baštine. LZMK